# Strážek
Strážek (in tedesco Straschkau) è un comune mercato della Repubblica Ceca facente parte del distretto di Žďár nad Sázavou, nella regione di Vysočina.